# پارک ملی اسلواکی کارست
پارک ملی اسلواکی کارست (به لاتین: Slovak Karst National Park) یک پارک ملی و منطقه حفاظت‌شده در اسلواکی است که در Tatranská Javorina واقع شده است.